# Tríada

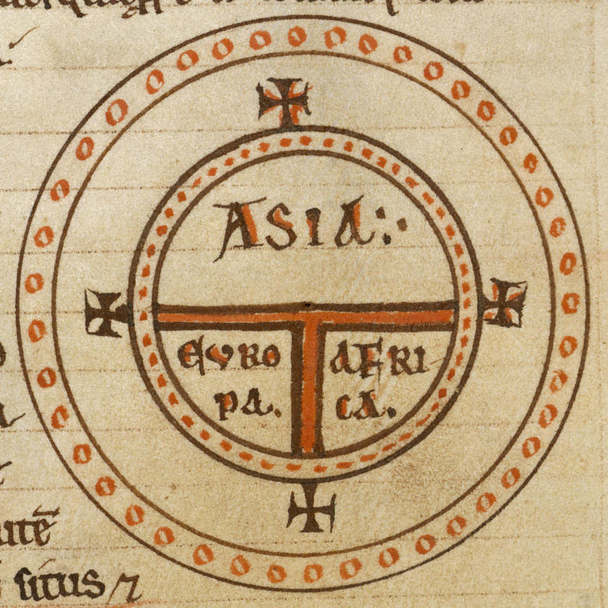
Las tres partes del mundo conocido en un mapa T en O.

Tríada es un grupo de tres elementos especialmente vinculados entre sí. Esto puede referirse a: personas, candidatos, equipos, o cualquier otra cosa. La expresión de tal vínculo triádico refleja la existencia de una peculiar estructura de pensamiento que agrupa de tres en tres los conceptos (filosóficos, religiosos -especialmente los dioses de ciertas mitologías-, políticos, culturales, etc.) Se da incluso en la forma habitual de establecer cualquier estructura, división o periodización (inferior-medio-superior), como en la estructura tradicional del discurso y de las obras literarias (planteamiento-nudo-desenlace); y se perpetúa mediante la enseñanza, ámbito en el que se utiliza ampliamente como recurso por su obvia función mnemotécnica.
En el ámbito de la filosofía y el pensamiento, la denominada tríada indoeuropea (muy a menudo en plural: tríadas indoeuropeas) fue identificada por Georges Dumézil (deidades triples o hipótesis trifuncional). La identificación con lo indoeuropeo supone la contraposición de esta forma de organizar los conceptos en tríadas, que sería propia de los pueblos occidentales y de la India, frente a otra forma que sería propia del pensamiento oriental (por ejemplo, yin y yang). Habría, por tanto, distintas formas de pensamiento: "monádico, diádico y triádico"; incluso la "cuateridad".

## Cultura y sociedad
Buena parte de los conceptos filosóficos y científicos que se definen desde la antigüedad clásica se agrupan o dividen en forma de tríadas (las tres partes del mundo -Europa, Asia, África-, las tres partes del hombre -soma, psique, pneuma, cuerpo, alma y espíritu- las tres potencias del alma -memoria, entendimiento y voluntad-, los tres reinos de la naturaleza -animal, vegetal y mineral-, las tres edades -infancia, madurez, vejez-). No se limita al ámbito del pensamiento, y se percibe en la división de las funciones sociales (el triestamentalismo -oratores, bellatores, laboratores-, de origen platónico -tres clases sociales en la polis, identificadas con las tres potencias del alma y con el oro, la plata y el cobre, los tres metales de los que cada una estaría formada según la gennaion pseudos o "noble mentira" que en La República Platón atribuye a Sócrates, justificada como un medio de conseguir la paz social-) y políticas (la división de poderes -legislativo, ejecutivo y judicial-, acuñada por Montesquieu en El espíritu de las leyes, pero de origen clásico -aparecen en la Política de Aristóteles, como también las tres formas de gobierno puras o perfectas, monarquía, aristocracia y democracia, y las tres impuras o corruptas o degeneradas, tiranía, oligarquía y demagogia-). Cuando Julio César ha de describir el territorio objeto de su obra comienza: Gallia es omnis divisa en partes tres. La extensión de esta forma de pensar asociando tres conceptos es enormemente popular (por ejemplo: tres cosas hay en la vida: salud, dinero y amor).

### Tríadas filosóficas
Como conófico puede verse la aplicación de esquemas triádicos en el emanatismo de Proclo, las categorías de Kant y la tríada semiótica de Charles S. Peirce; así como en la denominada tríada dialéctica o hegeliana (tesis, antítesis, síntesis). Otras tríadas filosóficas son la Tríada Platónica: Belleza, Verdad y Bondad o la Lógica Trivalente: Falso, Posible y Verdadero de Jan Lukasiewicz.
Las tríadas filosóficas tampoco están ausentes en escuelas de pensamiento orientales, aunque bajo un obvio predominio del dualismo yin-yang:

El Tao engendra a la Unidad,
La Unidad engendra a la Dualidad,
La Dualidad engendra a la Tríada.
La Tríada engendra a los Diez Mil seres.
Los Diez Mil seres llevan el Yin en sus espaldas y el Yang en sus frentes,
Y la armonía de su Chi depende del equilibrio entre estas dos fuerzas”.

Tao Te King, cp. XLII.

El confuciano Han Xun-zi concebía el universo como una tríada formada por el cielo, la tierra y la humanidad y el Neoconfuciano Zhang Zai contemplaba una tríada formada por vacuidad, qì y armonía suprema.

### Tríadas de pensadores

Marx, Engels y Lenin, sobre una bandera roja.

La enumeración de tríadas de pensadores ha sido habitual desde la antigüedad (Diógenes Laercio, De los tres poetas trágicos -Esquilo-Sófocles-Eurípides). Específicamente aplicadas a pensadores filosóficos se inician con el Sócrates-Platón-Aristóteles de la filosofía griega clásica, y llegan hasta el Marx-Engels-Lenin del marxismo-leninismo; pasando por el Descartes-Leibniz-Spinoza del racionalismo, el Locke-Berkeley-Hume del empirismo y el Fichte-Schelling-Hegel del idealismo alemán. Para los grandes pensadores del siglo XIX, además de la formada por los denominados maestros de la sospecha (Marx-Nietzsche-Freud, en expresión acuñada por Paul Ricoeur), es muy común una similar formada por Karl Marx, Charles Darwin y Sigmund Freud (en la que se ha sustituido a Nietzsche por Darwin, el biólogo fundador del evolucionismo); que suele ser también muy citada, aunque su valoración es hasta cierto punto diferente, como pensadores que cambiaron de forma revolucionaria la consideración del ser humano
En cambio, el cristianismo medieval prefirió agrupar a los doctores de la Iglesia en tandas de cuatro (los cuatro doctores orientales -Atanasio, Basilio Magno, Gregorio Nacianceno y Juan Crisóstomo- y los cuatro doctores occidentales -Agustín, Ambrosio, Jerónimo y Gregorio Magno-).

Las tríadas de pensadores tampoco se restringen a la filosofía occidental, y se encuentran en la filosofía china antigua: Lao-Tsé-Confucio-Mencio (el sufijo honorífico 子 zǐ o  tsé, que llevan los tres,  significa "maestro"). Especialmente venerados eran los dos primeros, casi divinizados, hasta compararse en algunas representaciones con el iluminado Buda. Una enumeración triádica limitada a los taoístas es la de los tres autores identificados por sus obras: el Laozi -o Tao Te King, el nombre de cuyo autor suele transcribirse Lao Tsé-, el Zhuangzi -el nombre de cuyo autor suele transcribirse Chuang Tsé- y el Liezi -cuyo autor también es denominado Lie Yukou-).

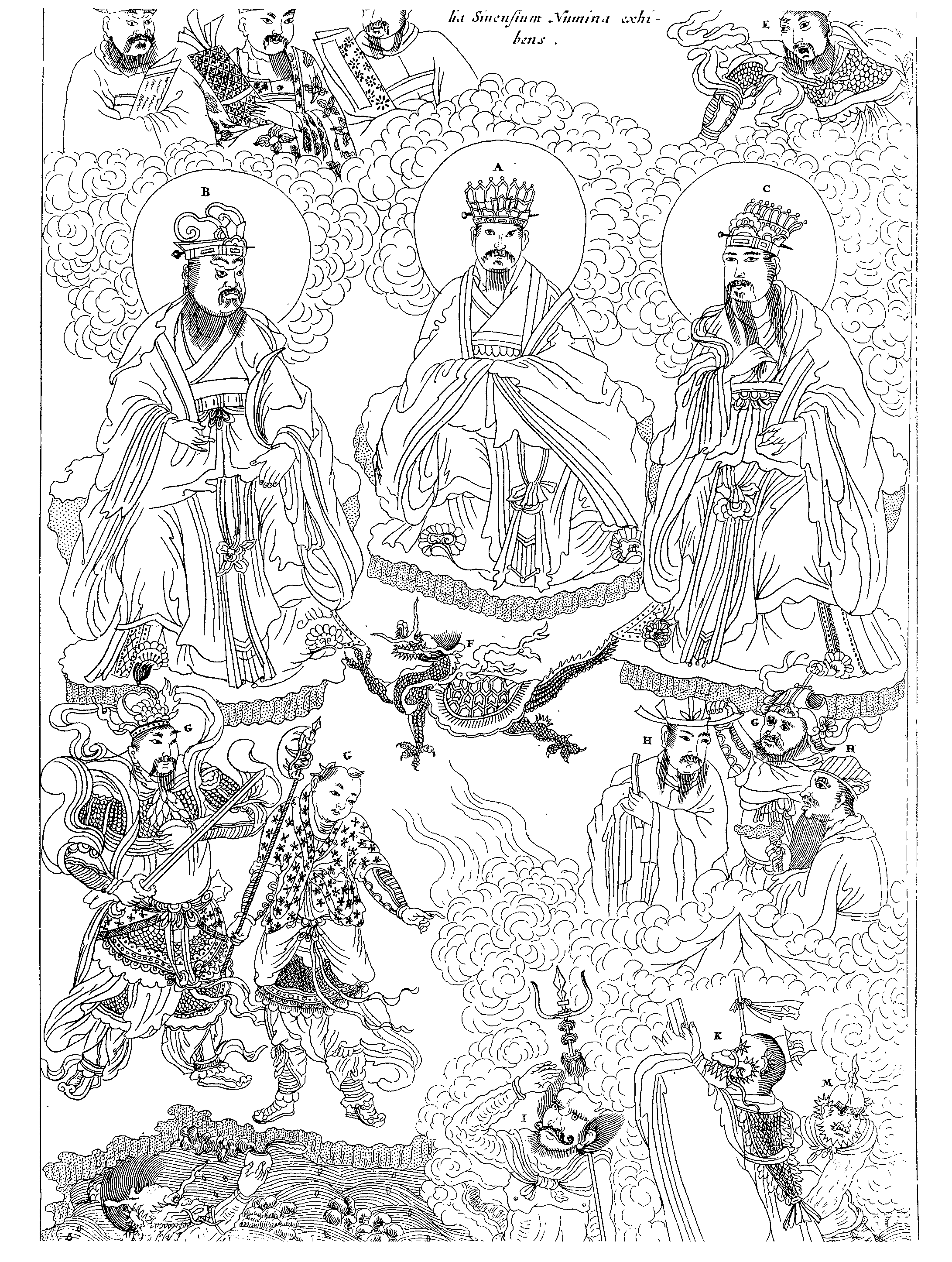
Buda, Confucio y Lao Tsé.

### Lemas triádicos en política

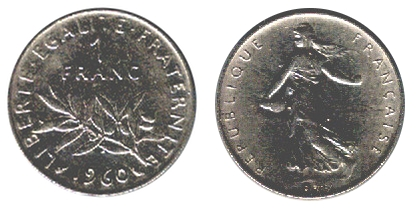
Moneda francesa con el lema liberté, egalité, fraternité.

Para la movilización política son muy habituales los lemas triádicos, que fijan lapidariamente en tres términos la síntesis de una ideología, de un régimen o de una propuesta (Libertad, igualdad, fraternidad en la revolución francesa; Dios, patria, rey en el carlismo ; Tres Principios del Pueblo en el nacionalismo chino; paz, tierra y pan en la revolución bolchevique; Una, Grande y Libre en el franquismo; o el sangre, sudor y lágrimas de Churchill). La eficacia del mensaje se intensifica incluso cuando los tres términos son en realidad la repetición del mismo: provocativamente, Napoleón resumió en tres peticiones lo necesario para ganar una guerra: dinero, dinero y dinero; Julio Anguita insistía de forma recurrente que sus condiciones para cualquier tipo de pacto político eran programa, programa, programa.

## Religión

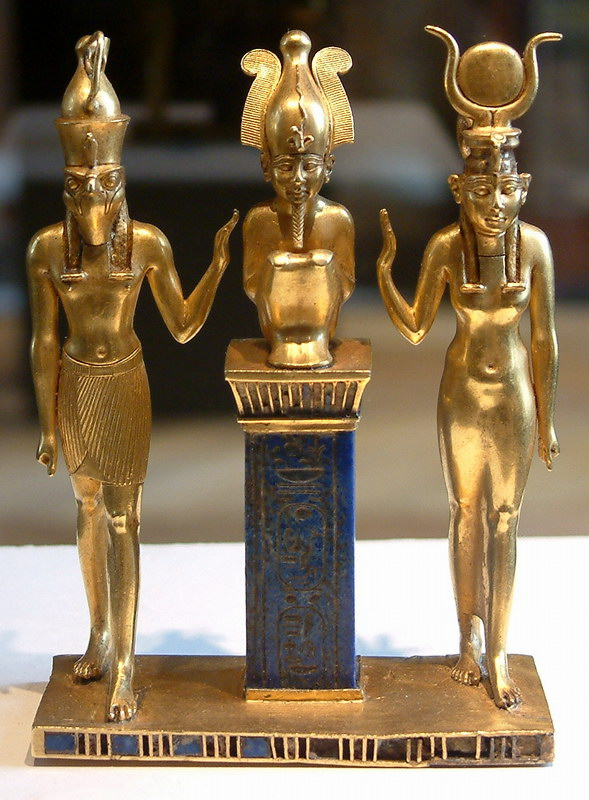
Horus, Osiris e Isis.

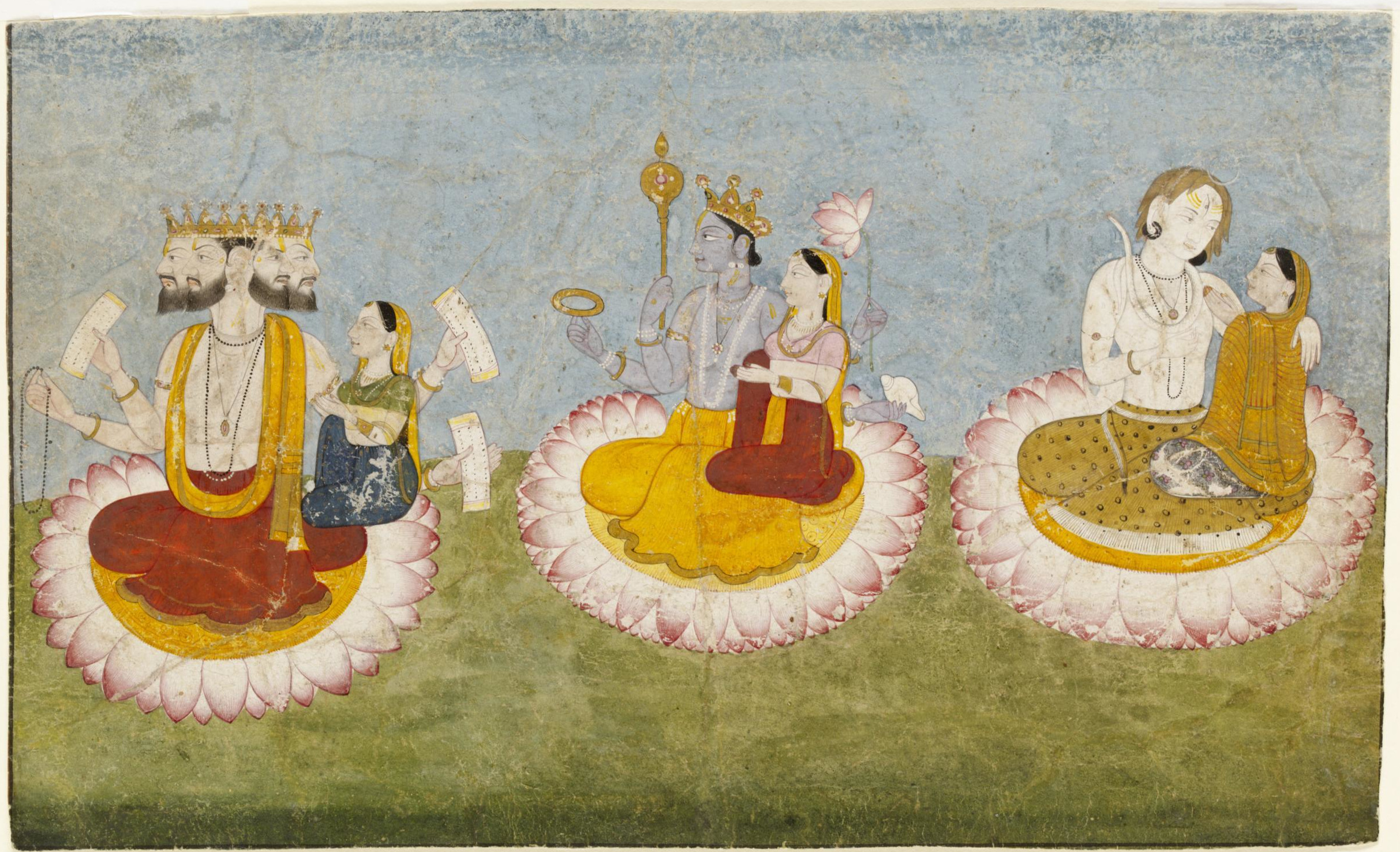
Brahma, Vishnu y Shiva.

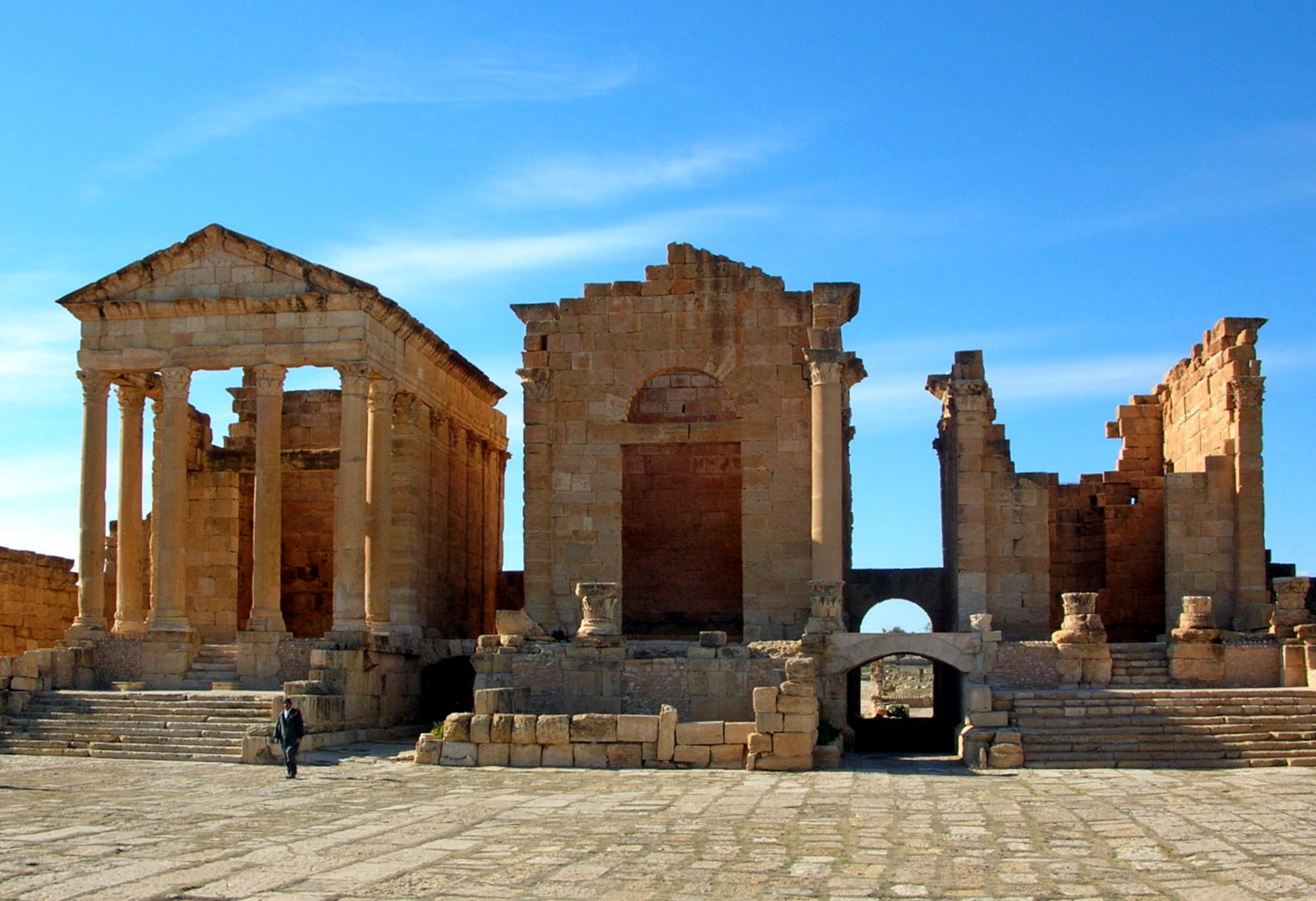
Templos de Júpiter, Juno y Minerva en Sbeitla.

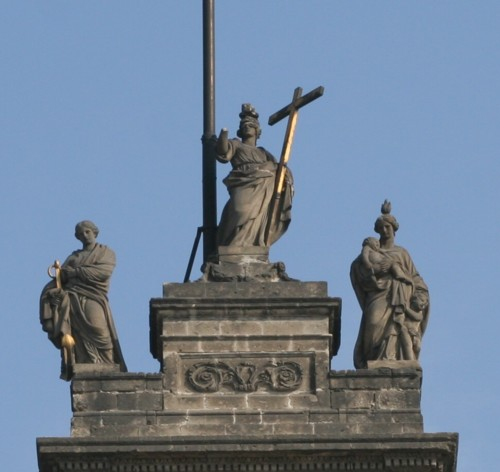
Fe, esperanza y caridad, grupo escultórico de Manuel Tolsá en la Catedral de México.

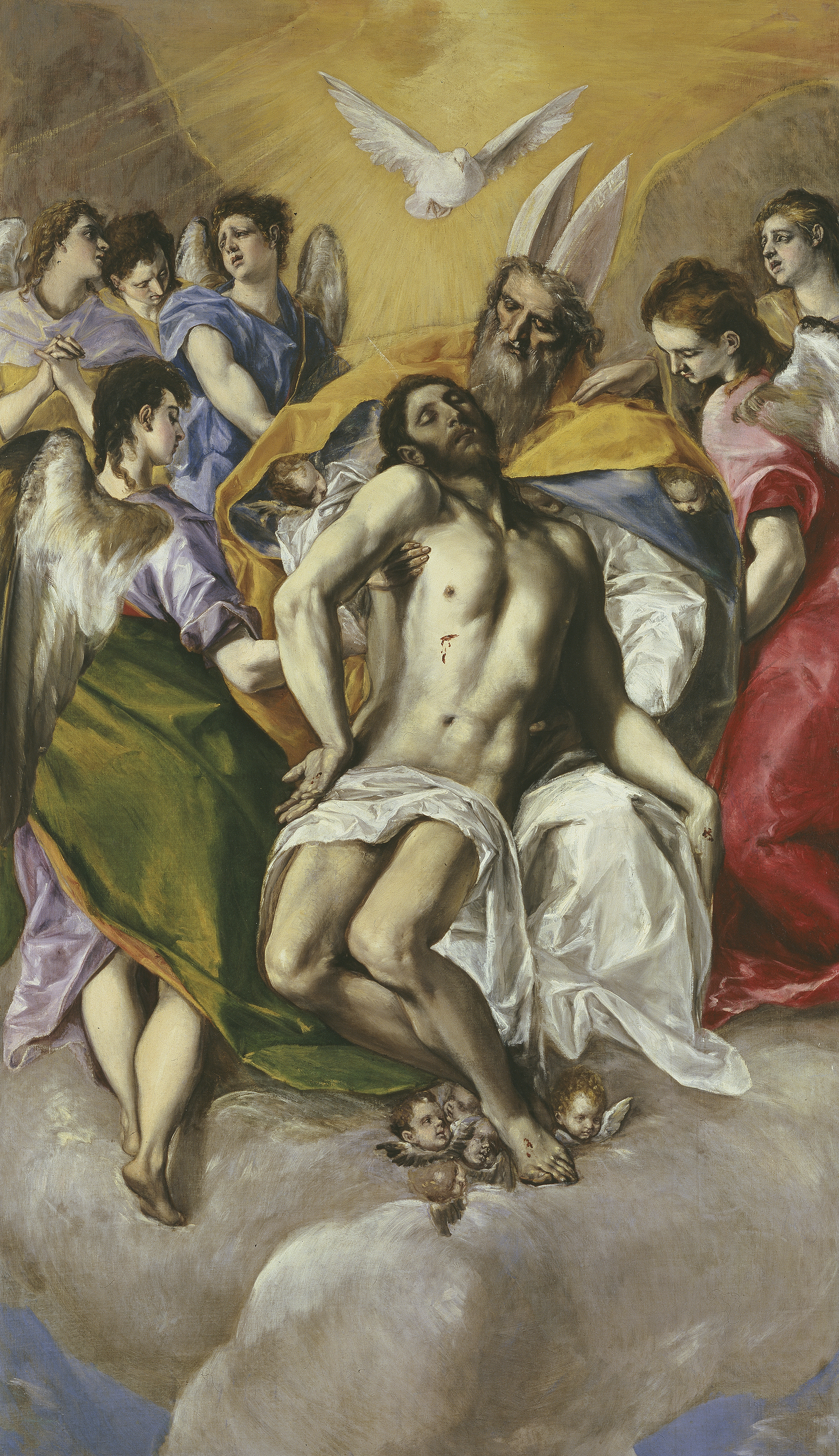
La Trinidad, de El Greco.

Siendo quizá el ámbito más evidente en el que Dumézil identificó el concepto, las tríadas de dioses consisten el ejemplo principal de agrupaciones triádicas, permitiendo un reparto de funciones cosmológicas (creación-destrucción-conservación) que caracteriza muchas mitologías. Su extensión no se limitó a los pueblos indoeuropeos.
- Cristianismo:

- Santísima Trinidad (en griego antiguo  Ἁγία Τρίας, Hagia Trias, en griego demótico Αγία Τριάδα, Agia Triada): Dios Padre, Dios Hijo y Espíritu Santo (no se conciben como tres dioses distintos, sino tres personas distintas y un solo Dios -Unus Deus Trinitas-).
- Virtudes teologales: Fe, Esperanza y Caridad (no son diosas, pero sí se personifican, especialmente en iconografía).
- Reyes Magos: Melchor, Gaspar y Baltasar.
- Tríadas galesas : un grupo de textos relacionados que se encontraron en manuscritos medievales que preservan fragmentos de folklore, mitología e historia tradicional galesa en grupos de tres.

- Hinduismo:

- Tríada hindú o Trimurti: Brahma, Visnú y Siva.
- Tríada femenina: Saraswati, Lakshmi y Parvati.
- Tríada antigua: Indra, Agni y Soma.
- Tríada védica: Agni, Surya y Rudra.

- Religión andina:

- Tríada Creadora: Tiqsi Viracocha, Tacapu Viracocha y Imaymana Viracocha.
- Tríada inca: Inti, Mama Quilla y Viracocha.

- Religión babilónica:

- Tríada babilónica: Bel, Ea y Anu.

- Budismo tibetano y Budismo de Asia Oriental:
  - Gankyil

- Religión cananea:

- Tríada cananea: Hadad, Atargatis y Baal.

- Religión celta:

- Tríada celta: Lug, Epona y las Matres.

- Religión china:

- Gran tríada o tríada del taoísmo: Tien (el cielo), Ti (la tierra) y Jen (el hombre). No obstante, las religiones y filosofías orientales y concretamente el taoísmo son esencialmente binarias (yin y yang).

- Religión del Antiguo Egipto. Las tríadas egipcias solían reflejar el equilibrio cósmico -Ma'at- mediante el conjunto familiar padre-madre-hijo. Cada nomo tenía la suya propia:[17]

- Tríada del reino formada por los tres dioses mayores: Ra, Ptah y Amón.
- Tríada osiríaca: Osiris, Isis y Horus.
- Tríada solar: Amón, Harmakis (o Harmachis, la aurora, identificado con Horus) y Ptah.
- Tríada menfita (de Menfis): Ptah, Sejmet y Nefertem.
- Tríada tebana (de Tebas): Amón, Mut y Jonsu.
- Tríada heliopolitana (de Heliópolis): Jepri, Ra y Atum.
- Tríada de Edfu (de Edfu): Horus, Hathor y Harsomtus.
- Tríada de Elefantina (de Elefantina): Khnoum, Anoukis y Satis.
- Tríada de Medamud (de Medamud) o de Hermonthis  (de Hermonthis o Armant): Rat-taui, Montu y Harpare (también escritos como Reto, Montu y Hor-Pre, y este último como Junit).
- Tríada de Abdju (de Abdju): Wesir (identificado con Osiris), Aset (identificada con Isis) y Heru-sa-Aset (identificado con Horus).

- Religión etrusca:

- Tríada etrusca: Tinia, Uni y Menrva.

- Religión hitita:

- Tríada hitita: Tarhun, Arinnitti y Sarruma.

- Religión griega; hubo varias:

- Tríada masculina: Zeus, Poseidón y Hades
- Tríada femenina: Hera, Atenea y Afrodita (véase Juicio de Paris),

- o también las denominadas tríada lunar (por oposición, la tríada masculina recibe también el nombre de tríada solar): Selene, Artemisa y Hécate; o bien Deméter, Perséfone y Hécate; o bien Hera, Anfitrite y Hécate
- u otros conjuntos de tres deidades femeninas (las cárites o tres gracias, las tres parcas, las erinias o tres furias, las tres musas originales -su número aumentó hasta nueve-).

- Tríada apolínea: Apolo, Artemisa y Leto.

Se ha señalado la tendencia de la mitología griega a crear una tríada especialmente cuando un dios o un héroe se escinde entre el mundo de los vivos y el de los muertos (Afrodita, Perséfone, Adonis; Deméter, Perséfone, Plutón -o Zeus Euboleus-).
- Religión maya:

- Tríada Mayor: Itzamná, Ixchel y Kukulcán
- Tríada Heroica: Hunahpú, Hun-Hunahpú y Xbalanqué
- Tríada Creadora: Gukumatz, Tepeu y Huracán
- Tríada Lacandon: Hachäk'yum, Sukunk'yum y Äkyantho'
- Tríada de Palenque: Kinich Ahau, otras dos deidades no identificadas, posiblemente aspectos del mismo dios, denominados Unen, K'awiil y Ahau Kin.
- Tríada agricultural: Chaac, Yum Kaax y Dios del Maíz (llamado por múltiples nombres, Hul Nal Ye, Ah Mun, Hun-Hunahpú, Zac Uac Nal).

- Religión mesopotámica:

- Tríada demoníaca femenina: Lamashtu, Labasu y Ahhazu.

- Religión mexica:

- Tríada mexica: Huitzilopochtli, Tezcatlipoca y Quetzalcoatl.
- Tríada agricultural: Tlaloc, Xipe Totec y Centeotl.

- Religión de la Antigua Roma:

- Tríada precapitolina: Júpiter, Juventas (diosa de la juventud) y Término.
- Tríada capitolina: Júpiter, Juno y Minerva (anteriormente, Marte, en la llamada Tríada Arcaica).
- Tríada aventina: Ceres, Liber y Libera.

- Religión sumeria:[24]

- Tríada de Nippur, suprema o cósmica: An, Enlil y Enki.
- Tríada de los dioses planetarios o astral: Nanna, Utu e Inanna.